# Viện Nghiên cứu Cơ khí

Viện Nghiên cứu Cơ khí

Viện Nghiên cứu Cơ khí trực thuộc Bộ Công Thương có địa chỉ tại số 4 Phạm Văn Đồng, Mai Dịch, Cầu Giấy, Hà Nội là cơ quan nghiên cứu triển khai của Nhà nước về khoa học công nghệ thuộc lĩnh vực cơ khí, Viện đã trải qua 60 năm hoạt động trong lĩnh vực cơ khí và tự động hóa.

## Lịch sử hình thành và phát triển
- Ngày 6/7/1962 Thủ tướng Chính phủ đã ra Quyết định số 76/TTg thành lập "Viện Thiết kế Chế tạo Cơ khí" thuộc Bộ Công nghiệp Nặng;
- Năm 1971, Viện đổi tên thành Viện Thiết kế Máy Công nghiệp;
- Năm 1978, Viện đổi tên thành Viện Nghiên cứu Máy;
- Năm 1997, Viện đổi tên thành Viện Nghiên cứu Cơ khí.
Viện có 15 đơn vị chuyên môn trực thuộc nghiên cứu, thiết kế, tư vấn các chuyên ngành khác nhau trong thiết kế, chế tạo  thiết bị đồng bộ, thiết bị chuyên dùng cho các ngành công nghiệp.

## Các lĩnh vực hoạt động
1. Lập báo cáo nghiên cứu tiền khả thi và khả thi, tư vấn về quản lý kinh tế, thiết kế, chế tạo và đầu tư các lĩnh vực công nghiệp; xây dựng các quy trình, quy phạm, tiêu chuẩn và định mức kinh tế - kỹ thuật ngành cơ khí.
2. Giám định, thẩm định, kiểm tra chất lượng các công trình khoa học, quy trình công nghệ, thiết kế, các dây chuyền thiết bị, máy và phụ tùng các ngành công nghiệp.
3. Thiết kế, chế tạo, chuyển giao công nghệ, sản xuất kinh doanh các thiết bị, dây chuyền thiết bị đồng bộ, máy và phụ tùng thay thế cho các lĩnh vực:
  1. Sản xuất vật liệu xây dựng và thiết bị thi công,
  2. Thiết bị nhà máy nhiệt điện và thủy điện,
  3. Tuyển khoáng và luyện kim,
  4. Nông, lâm, hải sản, dệt may, giấy, mạ,
  5. Các thiết bị cho các lĩnh vực môi trường và đô thị,
  6. Thiết bị trong lĩnh vực năng lượng mới, năng lượng tái tạo,
  7. Hệ thống thiết bị điện, tự động hoá,
  8. Các thiết bị vận tải thủy, bộ và các thiết bị nâng hạ,
  9. Các thiết bị chuyên dụng khác thay thế nhập khẩu,
  10. Lắp đặt, nâng cấp hệ thống thiết bị thuộc dây chuyền công nghệ của các ngành công nghiệp.
4. Đào tạo tiến sĩ, thạc sĩ và bồi dưỡng chuyên môn cho các cán bộ kỹ thuật trong lĩnh vực Cơ khí-Tự động hoá.

## Cơ cấu tổ chức
CÁC ĐƠN VỊ TRỰC THUỘC
1. Trung tâm Cơ – Điện – Thủy
2. Trung tâm Cơ khí nặng
3. Trung tâm Đo lường, Kiểm định và Tư vấn Kỹ thuật Thiết bị
4. Trung tâm Gia công áp lực
5. Trung tâm Máy động lực
6. Trung tâm Thiết kế và Công nghệ Chế tạo máy
7. Trung tâm Máy và Tự động hóa
8. Trung tâm Nghiên cứu Thủy khí
9. Trung tâm Thiết bị và Công nghệ Môi trường
10. Trung tâm Thiết bị Công nghiệp
11. Trung tâm Tư vấn Thiết kế Công nghiệp
12. Trung tâm chế tạo cơ khí
13. Trung tâm tư vấn đầu tư xây dựng
14. Trung tâm Thiết bị Nhiệt điện

PHÒNG THÍ NGHIỆM
1. Phòng thí nghiệm trọng điểm Công nghệ Hàn và Xử lý bề mặt
2. Phòng thí nghiệm tích hợp công nghệ, thiết bị trong dây chuyền sản xuất công nghiệp
3. Phòng thí nghiệm thiết kế, chế tạo và thử nghiệm thiết bị nhà máy nhiệt điện
4. Phòng thí nghiệm Không phá hủy
5. Phòng thí nghiệm Chẩn đoán giám sát
6. Phòng thí nghiệm Tự động hóa

CÁC CÔNG TY THÀNH VIÊN
1. Công ty CP Thiết bị Khoáng sản Việt Nam
2. Công ty CP Máy và Thiết bị Narime.
3. Phân Viện Nghiên cứu Cơ khí
4. Trung tâm đào tạo

TRUNG TÂM ĐÀO TẠO
1. Trung tâm Đào tạo Tự động hóa NARIME-SIEMENS
2. Trung tâm Đào tạo và Ứng dụng công nghệ mới